# Renaissance (Schiff, 1966)
Die Renaissance war ein 1966 bei Chantiers de l’Atlantique gebautes Passagierschiff.

## Geschichte

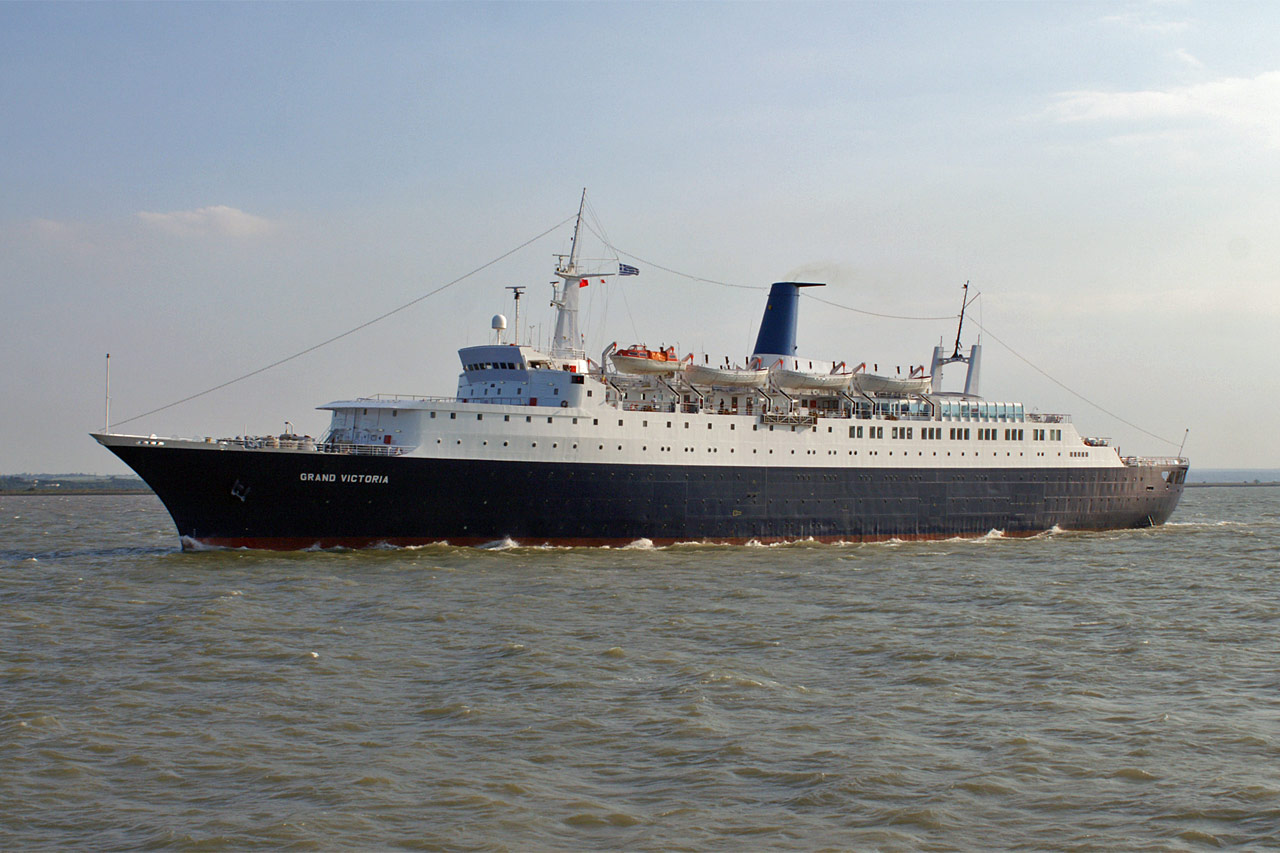
Als Grand Victoria im Juni 2006

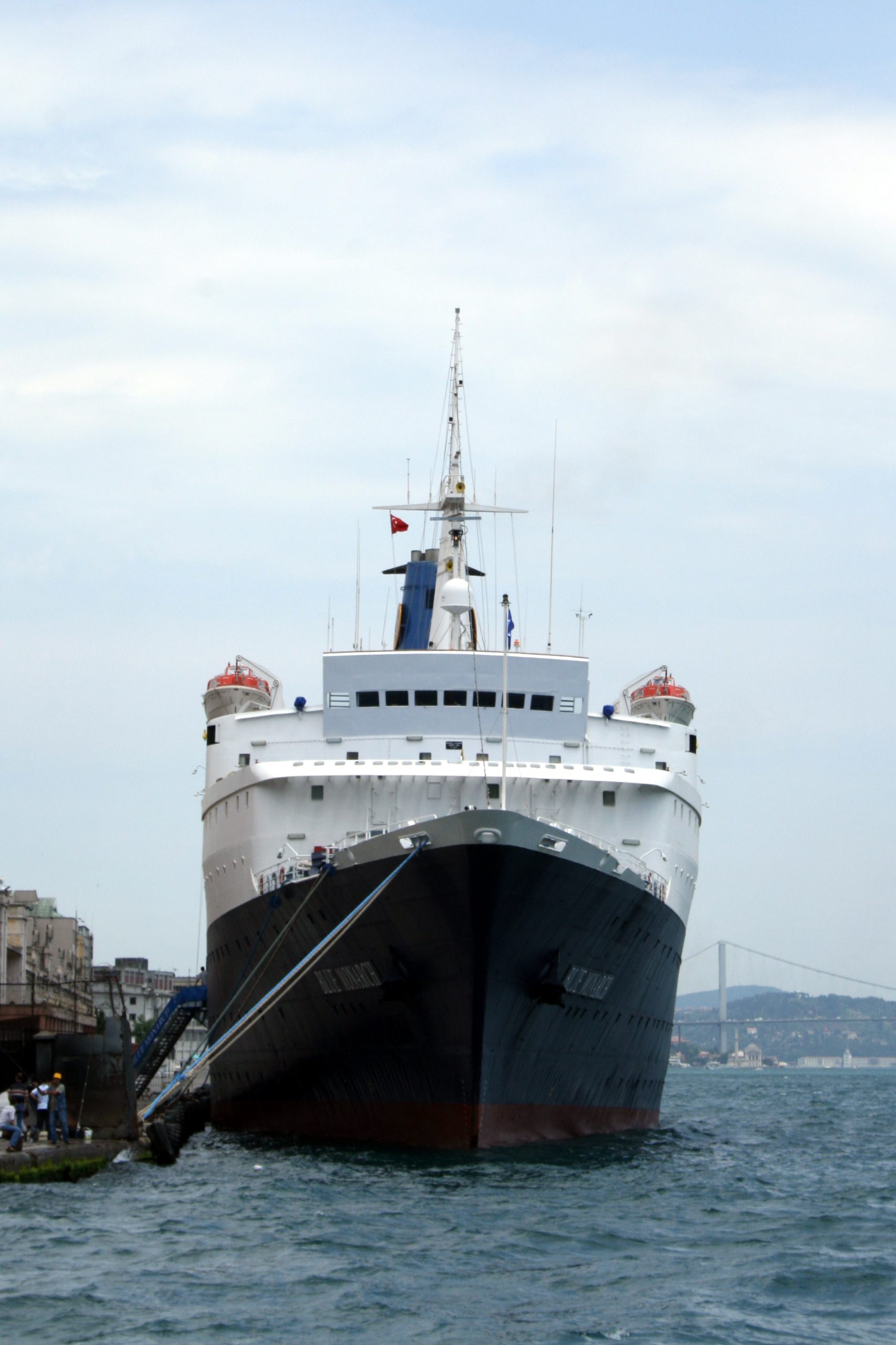
Als Blue Monarch im Juni 2007

Das Schiff fuhr bis 1977 für Paquet Cruises im Liniendienst, zunächst zwischen Marseille und Haifa und ab 1970 von Marseille nach New York. Parallel unternahm die Renaissance Kreuzfahrten im Mittelmeer. 1977 wurde das Schiff an die Epirotiki Lines verkauft. Als Homeric Renaissance wurde es das neue Flaggschiff der Reederei. 1978 vercharterte die Reederei das Schiff an Costa Crociere. Costa Crociere setzte das Schiff bis Anfang der 1980er Jahre als World Renaissance ein. 
1995 kaufte Awani Cruises das Schiff und setzte es ab 1996 als Awani Dream ein. 1998 wurde das Schiff an Royal Olympic Cruises verkauft und bekam wieder den Namen World Renaissance. 2004 wurde es aufgelegt und schließlich für $3 Millionen an Pelorus Maritime verkauft. Das Schiff wurde in Grand Victoria umbenannt. Anschließend wurde es bis Ende 2006 an Metropolis Tur verchartert. 2007 wurde es an Blue Moranch Shipping verkauft und in Blue Monarch umbenannt. 
2009 wurde das Schiff außer Dienst gestellt, weil es die Vorschriften für SOLAS 2010 nicht erfüllen konnte. Das Schiff wurde aufgelegt und im Februar 2010 für $1,8 Millionen nach Alang in Indien zum Abbruch verkauft. Für die Überführung nach Indien wurde es in Maestro umbenannt. Am 6. August 2010 traf die Maestro in Alang ein.